# Chọn lọc cân bằng

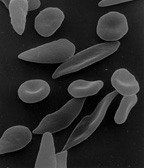
Hình 1: Trong máu người dị hợp tử Hb^{A}Hb^{S} có hai loại hồng cầu là dạng thường (hình đĩa lõm) và dạng liềm. Người dị hợp này có ưu thế thể dị hợp.

Chọn lọc cân bằng là hình thức chọn lọc trong đó nhiều alen cùng lô-cut gen tuy khác nhau, nhưng không bị loại bỏ mà cùng được củng cố, duy trì ở trạng thái cân bằng tương đối trong vốn gen của quần thể., 
Thuật ngữ này dịch nguyên gốc từ tiếng Anh: balancing selection (IPA: /ˈbælənsɪŋ sɪˈlɛkʃən/) dùng để chỉ bất kỳ quá trình chọn lọc nào duy trì được sự đa hình di truyền (genetic polymorphism) trong quần thể.

## Ví dụ
- Ví dụ 1: Ở người, một đột biến gen lặn dạng thay thế ở alen HbA (mã hoá chuỗi β-globin), đã làm cho gen này biến đổi thành alen HbS. Nếu người mang 2 alen lặn (HbSHbS) thì bị chết sớm do mắc bệnh hồng cầu hình liềm. Nhưng người nào là thể dị hợp (HbAHbS), thì tuy mang alen gây bệnh, nhưng trong máu vẫn có nhiều hồng cầu lành (hình 1) nên không bị chết sớm vì máu vẫn cung cấp tạm đủ oxy cho cơ thể, đồng thời lại có thêm ưu thế là khả năng chống lại trùng sốt rét Plasmodium mà người bình thường không có. Trong trường hợp này, người ta nói: người mang cặp algen khác nhau là HbAHbS là có ưu thế thể dị hợp.
- Ví dụ 2: Theo quy luật chọn lọc tự nhiên: động vật thường có màu sắc lẫn với môi trường thì sẽ dễ tồn tại hơn. Nhưng quần thể loài báo đốm (Panthera onca) lại có khá nhiều màu lông khác nhau: đốm xẫm, đen, đen tuyền, đốm nhạt và... thậm chí có cả lông trắng (hình 2 - 6). Theo một nghiên cứu, tỉ lệ các kiểu hình này tương đối ổn định ở quần thể báo hoang dã không bị tác động của con người. Nghĩa là không màu lông nào ưu thế tuyệt đối hơn màu nào.

Nhiều nghiên cứu hiện đại đã chỉ ra rằng hiện tượng đa hình (polymorphism) do đa dạng di truyền (genetic polymorphism) rất phổ biến trong tự nhiên, kể cả ở động vật lẫn thực vật. Nói cách khác: trong tự nhiên không có dạng nào thích nghi tuyệt đối hơn dạng nào, mà có sự đa dạng trong cấu trúc của từ cấp độ phân tử cho đến cấp độ cao hơn (thường là cấp độ cơ thể và quần thể). Tính đa hình cân bằng tồn tại cả ở cấp độ phân tử, trong đó không có sự thay thế hoàn toàn alen này bằng alen khác, mà là sự duy trì ưu thế thể dị hợp một hoặc vài cặp alen nào đó một cách ngẫu nhiên như thuyết tiến hoá trung tính đã chỉ ra, cũng như ở trong quần thể. Như vậy, không có một cơ chế chọn lọc hay một phương thức tiến hoá nào là độc quyền trong bất kỳ quần thể cụ thể nào ở tự nhiên. Từ kết quả tổng hợp phức tạp như thế, tạo ra một sự cân bằng trong chọn lọc.

Hình 2: Báo đốm màu đậm.
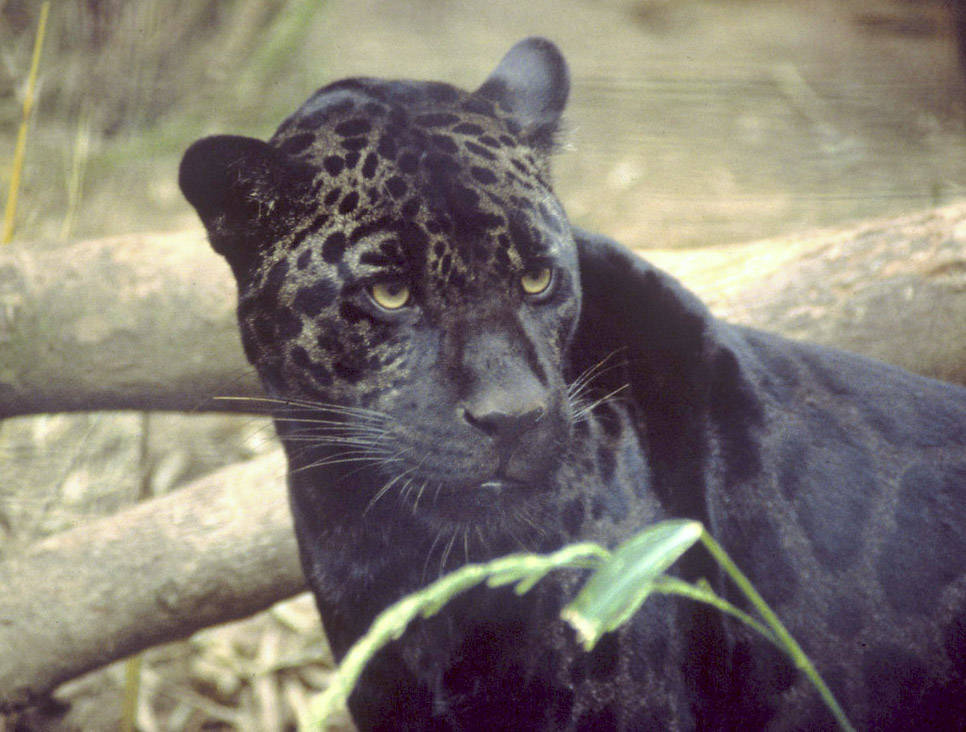
Hình 3: Báo đốm màu đen.
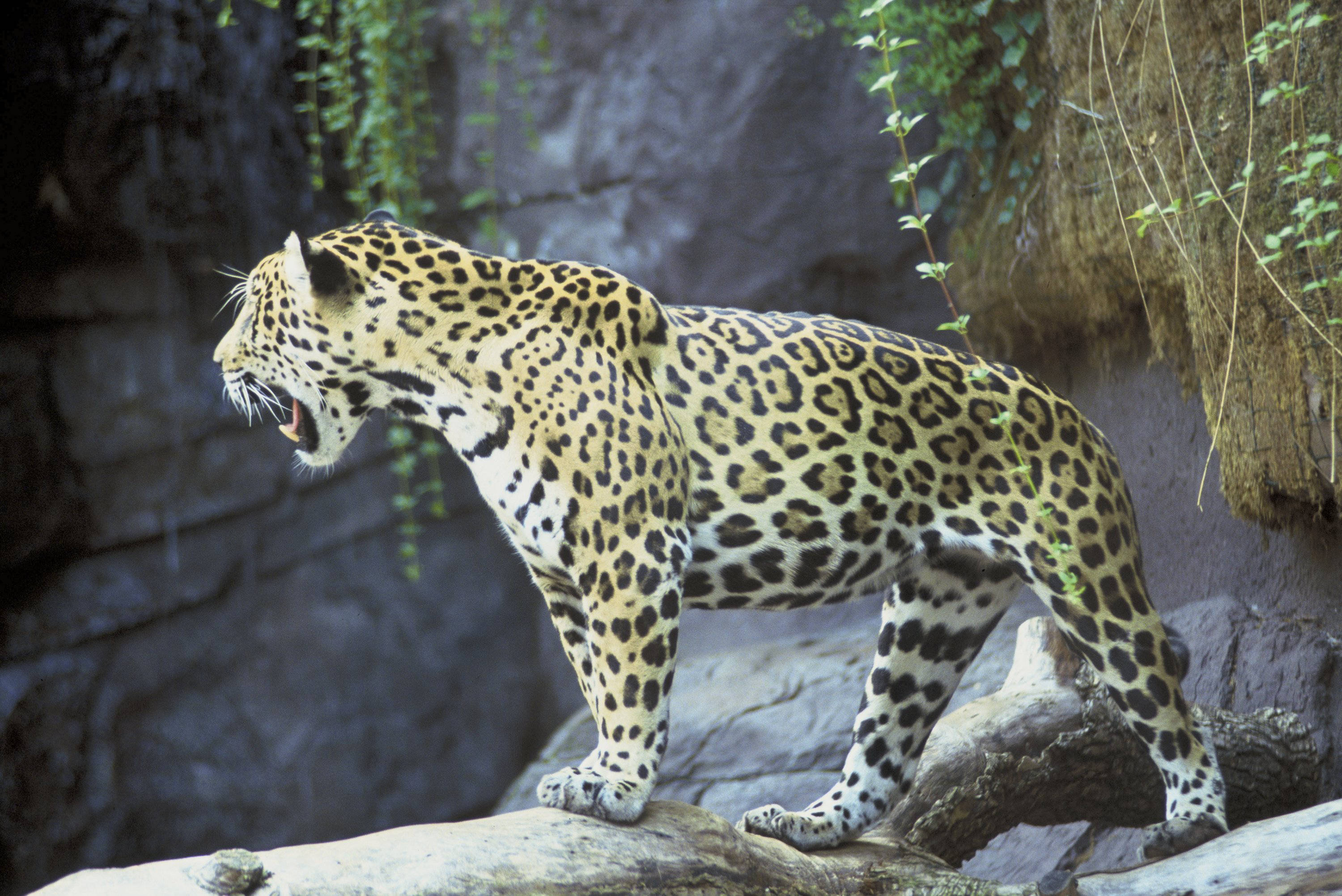
Hình 4: Báo đốm màu nhạt.
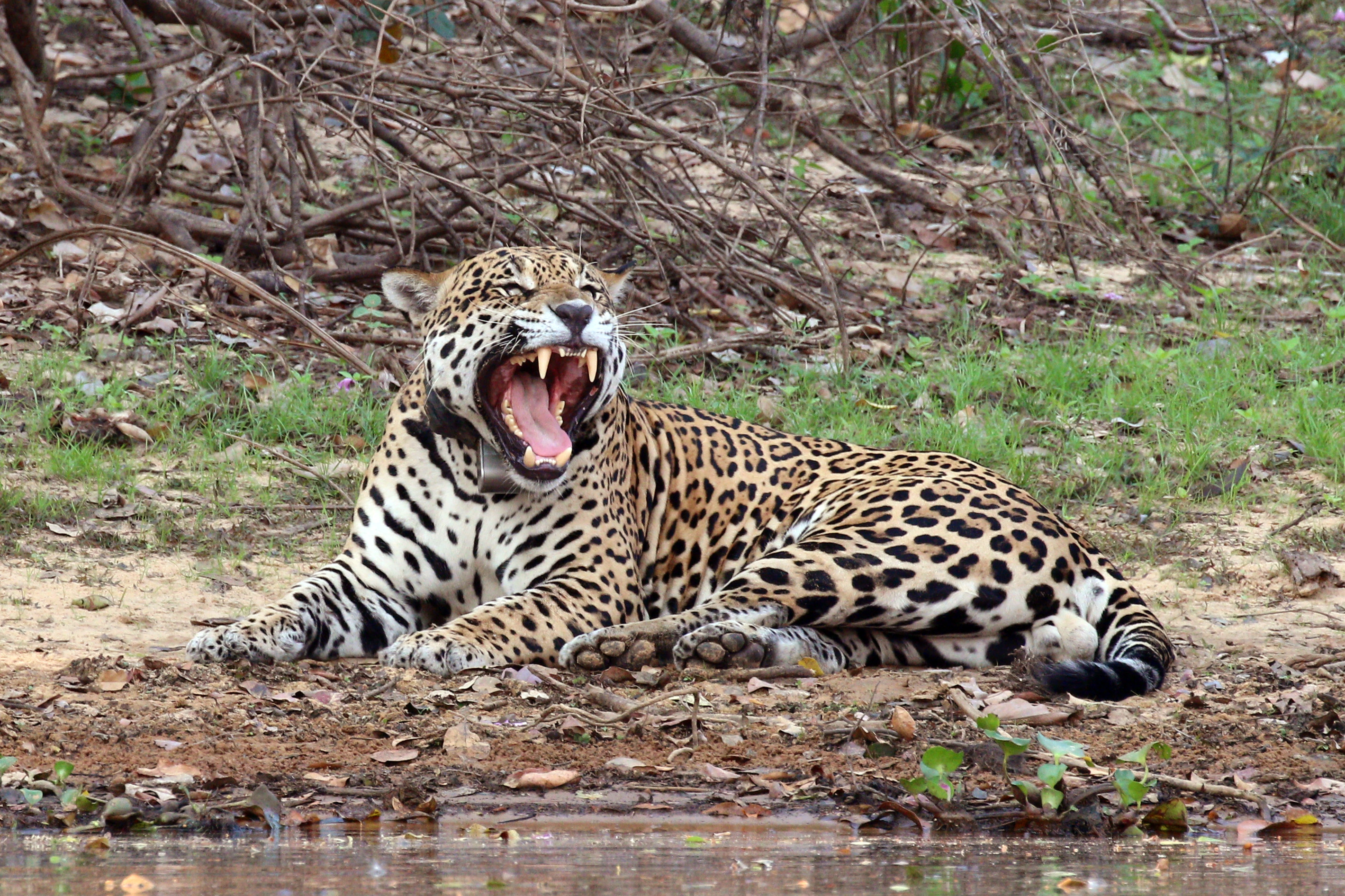
Hình 5: Báo đốm màu trung bình.
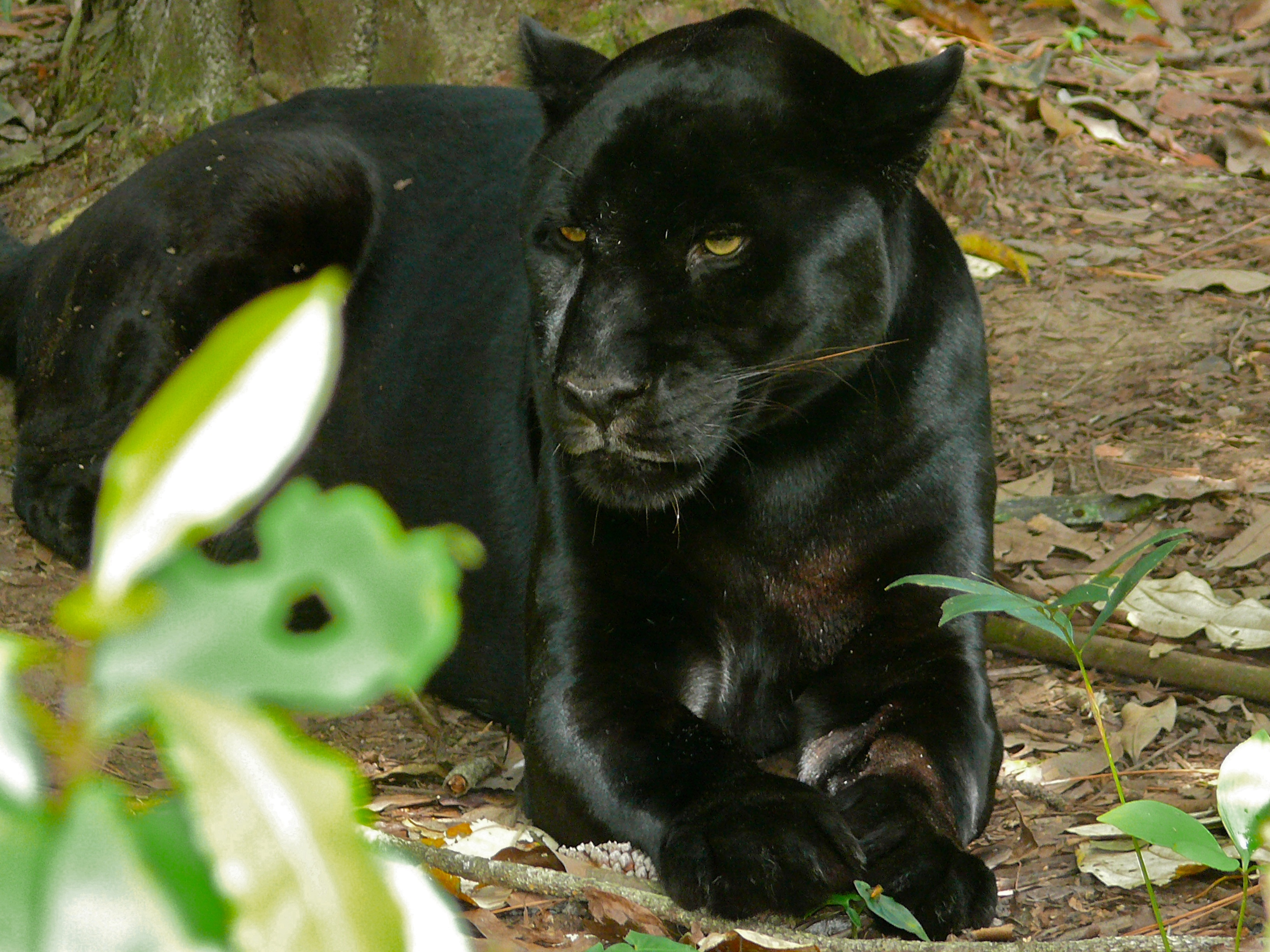
Hình 6: Báo đốm đen tuyền.